# Corythalia cincta
Corythalia cincta là một loài nhện trong họ Salticidae.
Loài này thuộc chi Corythalia. Corythalia cincta được Badcock miêu tả năm 1932.